# خرم أباد (نظر أباد)
خرم أباد هي قرية في مقاطعة نظر أباد، إيران. عدد سكان هذه القرية هو 259 في سنة 2006.